# فريق جمجمي وجهي
فريق جمجمي وجهي هو فريق متعدد التخصصات الذي يقدم استشارات متعددة التخصصات، والتشخيص، وتخطيط العلاج والإجراءت لمجموعة من التشوهات والمتلازمات القحفية الوجهية والمتلازمات. 
وفقا لجمعية الشفة الأرنبية – القحفية الوجهية الأمريكية، فالحد الأدنى من متطلبات الفريق هي: جراح تجميل، خبير أمراض اللغة والتخاطب، طبيب تقويم الأسنان القحفية الوجهية.  
يتم تعريف التشوهات القحفية الوجهية أو المتلازمات كحالات من التشوهات الخلقية غير السقف أو الشفة الأرنبية، إلا إذا كانت السقف أو الشفة الأرنبية سمة من سمات تشوه أو تلازمة مرضية أخرى.

## المعايير الأساسية وفقا لجمعية الشفة الأرنبية –القحفية الوجهية:
توضح القائمة التالية 8 معايير اساسية معرفة من جمعية الشفة الأرنبية – القحفية الوجهية الملزمة على معايير الفريق.
و فريق القحفية الوجهية يلبي جميع المعايير التالية التي حددتها الجمعية على معايير الفريق:  
1. ) جراح عمليات، مهني أمراض نفسية، خبير أمراض اللغة والتخاطب في فريق القحفية الوجهية على ان يلتقيان وجها لي وجة في اجتماع مع فريق المقرر أو مؤتمر لتقييم المرضى الذين يعانون من حالات تشوهات القحفي الوجهي والمتلازمات 6 مرات على الاقل في السنة. من الممكن أو غير الممكن ان تتوافق مع فريق الحنك المشقوق (سي بي تي)
2. ويقوم الفريق القحفي الوجهي بتقيم مالا يقل عن 20 مريض من حالات التشوهات القحفية الوجهية أو المتلازمات في العام الماضي.
3. يضمن الفريق القحفي الوجهي ان كل طفل لدية تقييم صحي من قبل طبيب الرعاية الصحية الاولية (طبيب أطفال، طبيب اسرة، طبيب الباطنة العام) في المجتع أو في الفريق.و يستخدم فريق الحنك المشقوق النتائج من تقييم الصحة للتوجة لخطة العلاج واجتماع الفريق للتشاور. وطبيب الرعاية الأولية في المجتمع أو الفريق يقييم جميع المرضى قبل إجراء عمليات القحفية الوجهية.
4. يتم توثيق العلاجات الجراحية القحفية بشكل كاف مع صور للوجة وداخل الفم، والأشعة المناسبة.
5. و تناقش خطط ونتائج العلاج القحفي للمرضى الذين يعانون من حالات التشوهات القحفية أو المتلازمات في اجتماعات الفريق القحفي الوجهي.
6. الفريق القحفي الوجهي لدية جراح يحضر اجتماعات الفريق لدية خبرة وتعليم وتدريب كافي تهيئة لتشخيص وعلاج المرضى الذي يحتاجون إلى الجراحة القحفية.
7. جراح واحد على الاقل في الفريق القحفي الوجهي يقدم العلاج الجراحي القحفي (إجراء العمليات الجراحية داخل الجمجمة وتقترب إلى فص منتصف الوجة وتتضمن استخدام الحجاج أو حافة فوق الحجاج) للعدد لا يقل عن 10 مرضى يعانون من حالات التشوة القحفي أو المتلازمات في العام الماضي.
8. 1	 الفريق القحفي الوجهي لدية طبيب تقويم الأسنان الذي يحضر اجتماعات الفريق ولدية خبرة وتعليم وتدريب وإستعداد كاف لتشخيص وعلاج تقويم الأسنان لمرضى تشوهات القحفية أو المتلازمات.
9. طبيب واحد على الأقل في الفريق القحفي الوجهي لتقويم الأسنان يقدم التقييم أو العلاج التقويمي لما لا يقل عن 10 مرضى يعانون من التشوهات القحفية أو المتلازمات في العام الماضي.
10. الفريق القحفي الوجهي لدية أخصائي علم أمراض النطق واللغة الذي يحضر اجتماعات الفريق ولديه خبرة وتعليم وتدريب كاف تهيئة لتشخيص وعلاج امراض النطق واللغة لمرضى تشوهات القحفية أو المتلازمات.
11. أخصائي واحد على الأقل لأمراض النطق واللغة في الفريق القحفي الوجهي يقدم تقييم كامل للنطق واللغة وعلاج اللغة لما لا يقل عن 10 مرضى (فريق أو المرضى الأخرين) مع التشوهات القحفية أو المتلازمات (أو الشفة المشقوقة \ الحنك) في العام الماضي. أخصائي علم أمراض النطق واللغة في الفريق القحفي الوجهي ينفذ نظام تقييم النطق خلال تقييم الفريق.
12. يستخدم الفريق القحفي الوجهي أجهزة التخاطب السريرية مثل (التنظير الداخلي، وتدفق الضغط، وتنظير الفديو..الخ) لتقييم وظيفة الشراعي البلعومي عند اللزوم.
13. الفريق القحفي الوجهي لدية مهني الصحة النفسية (علم النفس، أخصائي اجتماعي، طبيب نمو الأطفال، طبيب نفسي) الذي يحضر اجتماعات الفريق ولدية الخبرة والتعليم والتدريب الكاف لتهيئة لتشخيص وعلاج النفسية والنفسية الاجتماعية للمرضى الذين يعانون من التشوهات القحفية أو المتلازمات.
14. فريق القحفي الوجهي لدية مهني الصحة النفسية الذي يقيم جميع المرضى على أساس منتظم.
15. يختبر الفريق القحفي الوجهي بصورة روتينية المرضى في صعوبات التعلم والنمو، النفسية، ومهارات اللغة.
16. يقوم الفريق القحفي بجمع التقارير المدرسية وغيرها من المعلومات المتعلقة بالمرضى في سن التعليم المدرسي، عند اللزوم.
17. الفريق القحفي الوجهي لدية ممرضة أو غيرها من المهنيين المدربين الذين يتواجدون عند التشخيص والمريض ينبغي ان يحال إلى الفريق القحفي الوجهي. في الممارسة العملية، غالبا، ما يكون طبيب الأطفال ضمن الفريق القحفي الوجهي هو من يشخص الطفل بعد ولادتة فورا، ويحال الطفل إلى أخصائي طب الأنف والأذن والحنجرة في حال وجود مشاكل في السمع، وإلى أخصائي النطق في حال وجود مشاكل في النطق..الخ. التوافق المتبادل من قبل الاختصاصيين من مختلف الاختصاصات مهم.[1]

 يجتمع الفريق والفريق الأصغر لعقد المشاورات من قبل المختصين الذين راقبوا وأشرفرا على حالة المريض لفترة طويلة من الزمن أو عندما لم تعد هناك حاجة للفريق. الفريق متعدد التخصصات يوفر المشورات الشاملة والعلاجات المنسقة لفترة طويلة من الزمن (بعض مرضى الشفة والحنك المشقوق يحتاجون إلى الفريق القحفي الوجهي من الولادة حتى عمر 21 سنة.  

## أعضاء الفريق القحفي الوجهي:
الفريق النموذجي:  
- جراح القحفية الوجهية: عادة في البداية يدرب كجراح تجميل لجراحة الفم والفك العلوي الوجهي أو اخصائي أنف وأذن وحنجرة، وجميعهم عادة يتابيعون التدريب خارج الإقامة الأساسية لهم. هو أو هي لديهم التدريب والخبرة المحددة في الجراحة التصحيحية \ الترميمية للقحفي الوجهي المعقد (الجمجمة، الوجه، الرقبة، الفكين..الخ)
- أخصائي النطق: تقييم ومراقبة تطور النطق للمساعدة في تحديد ما إذا كانت هناك حاجة إلى معالجة مقومة للنطق، اجهزة تعويضية، أو عملية جراحية لتحسين مهارات النطق.
- طبيب تقويم الأسنان القحفي الوجهي: عضو في فريق القحفي الوجهي طبيب تقويم الأسنان القحفي يأخذ الرعاية الغير جراحية لعلاج سوء وضع الفكين. هو \ هي المسوؤل عن ما قبل أو بعد العلاج الجراحي للفكين الجراحة والنمو مراقبين عن طريق الأشعة السينية أو ضماد من الجبس.
- السمعيات: أخصائي السمع* أخصائي الأنف والأذن والحنجرة وتشمل العديد من التشوهات والعيوب في الممر الهوائي، والتهاب الأذن الوسطى و \ أو العيوب في السمع والنطق. يتم علاج هذة الأمراض من قبل أخصائي الأنف والأذن والحنجرة. هو \ هي مسوؤل عن اختبارات السمع.
- طبيب الأطفال: على دراية بكل جوانب حالة الطفل، ويوفر فريق طبيب الأطفال التقييمات التشخيصية، وإدارة المشاكل الطبية، وينسق رعاية الفريق. طبيب الأطفال في الفريق له دور هام في التواصل مع مقدم الرعاية الصحية الأولية لمراقبة الصحة العامة للطفل وتطورة.
- طبيب أسنان الأطفال: أخصائي الأسنان الذي يعالج الأطفال.
- فني تقويم الأسنان: هو المسوؤل عن تصميم وتصنيع الأجهزة التعويضية والتقويمية الثابتة والمتحركة لمرضى المشقوق من الولادة وحتى سن البلوغ. هو \ هي أيضا إنشاء نماذج دراسة طب الأسنان التي يتم إستخدامها لمراقبة النمو.
- تقني البدليات السنية: خطط وتلفيق والمسد لإغلاق العيوب الغير قادرة على إغلاقها الجراحة. العديد من المرضى الذين يعانون من التشوهات الخلقية يفقدون أسنانهم أو تكون أسنانهم سيئة الشكل وتتطلب بدلة سنية.
- الطبيب النفسي: انه \ انها يراقب نمو الطفل، وتعليم الطفل كيفية التعامل مع الجوانب الاجتماعية لتشوه الوجة. ويساعد الطبيب النفسي الآباء والأمهات أيضا عند الحاجة.
- الوراثة السريرية: بعد بحث شامل للأسرة انه \ انها رغب بعلم الوراثة فيما يتعلق بالمتلازمة. في بعض الأحيان التشخيص النهائي يمكن تعريفة فقط بعد الفحص الجيني.
- اخصائي اجتماعي: هو \ هي مستشار للوالدين والأسرة عندما تكون هناك مشاكل ناجمة عن المتلازمة، العلاج و \ أو العلاج في المستشفيات. انه \ انها يعمل مستشارا قادر على الإتصال بالسلطات الرسمية المختلفة، داخل وخارج المستشفى.
- قسم التمريض: من المستشفى حتى تفريغ موظف التمريض هو المسوؤل عن الرعاية الصحية اليومية وتنشئة الطفل. وموظف التمريض ينصح الآباء الذين يعانون من صعوبات في التغذية بسبب المشقوق. شتراوس (ار بي) (1998) الحنك المشقوق وفريق القحفي الوجهي في الولايات المتحدة وكندا: مسح وطني لتنظيم ومعايير الرعاية. الحنك المشقوق - القحفي الوجهي جورنال 35 (6) 480-473

## الجمعيات الخيرية القحفية الوجهية:
التي تواجة العالم هي مؤسسة خيرية بريطانية تأسست لنوفير جراحة الوجة الترميمية للأطفال مع تشوهات شديدة في الوجة للذين لا يستطيعون الحصول على العلاج في بلدانهم. الفريق القحفي الوجهي يتبرع بكامل خدماتة، ويجمع التبرعات الخيرية لتغطية تكاليف المستشفى، والسفر، والإقامة.  
 في نوفمبر 2006، كان هناك فيلم وثائقي لمدة ساعة على شبكة التلفاز البريطانية القناة 4 عن مواجهة العالم. 

## روابط إضافية
- American Cleft Palate - Craniofacial Association Team information. European Collaboration in Craniofacial Anomalies (EUROCRAN) for professional workers in medicine and / or dentistry. Step-by-ste